# Daniel Defoe
Daniel Defoe (Londres, 1660 - ibidem, 24 d'abril de 1731) fou un destacat periodista i escriptor anglès, considerat el fundador de la novel·la realista a la Gran Bretanya. Nascut amb el nom Daniel Foe, va afegir-hi posteriorment l'aristocràtic "De". És conegut sobretot per la seva novel·la Robinson Crusoe, publicada el 1719 i només superada per la Bíblia pel nombre de traduccions. Ha estat vist com un dels primers defensors de la novel·la anglesa, i va ajudar a popularitzar-la a Gran Bretanya amb altres autors com Aphra Behn i Samuel Richardson.
Defoe va ser un escriptor prolífic i versàtil, que va produir més de tres-centes obres sobre temes diversos, inclosos la política, el crim, la religió, el matrimoni i la psicologia. Defoe va escriure molts tractats polítics i sovint va tenir problemes amb les autoritats i va passar un període a la presó. Intel·lectuals i líders polítics van prestar atenció a les seves noves idees. També va ser pioner del periodisme empresarial i del periodisme econòmic.
Defoe va escriure molts tractats polítics, sovint va tenir problemes amb les autoritats i va passar un període a la presó. Els intel·lectuals i els líders polítics van prestar atenció a les seves noves idees i de vegades el consultaven. Durant el regnat de la reina Anna va publicar El mitjà més ràpid per a acabar amb els dissidents, el 1703, una sàtira contra els tories (conservadors), en defensa dels puritans, que li valgué la picota i la presó, d'on el tragué el polític tory Harley, al servei del qual fou propagandista i agent secret. Durant el regnat de Jordi I, fou el periodista polític més important de l'època, sempre al servei del govern, amb un criteri de signe liberal. La seva activitat incansable no havia millorat el seu estat financer, i això el decidí a escriure obres de temàtica variada: de política i història fins a un tractat moral sobre les relacions domèstiques (The Family Instructor, 1715-18).

## Biografia

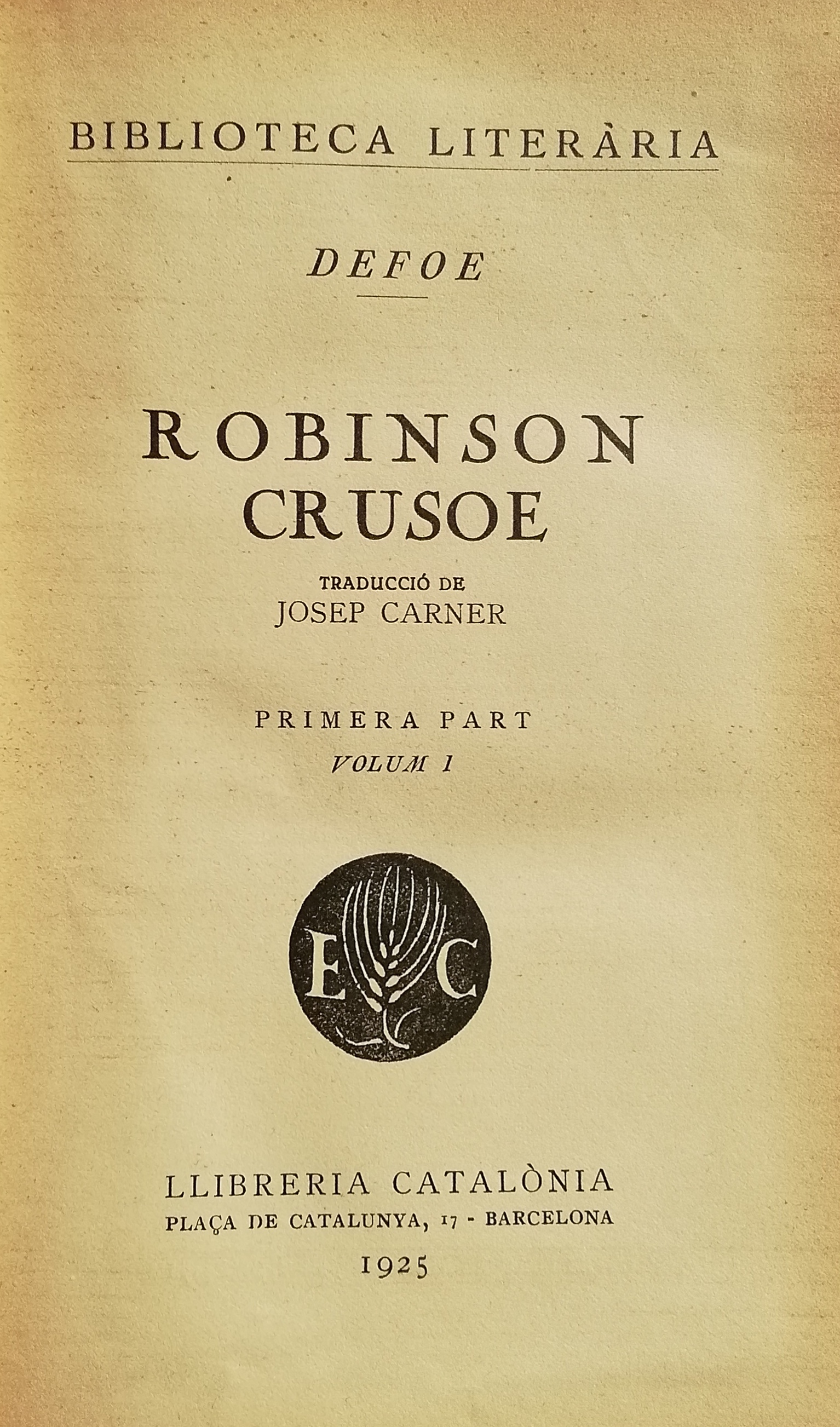
Robinson Crusoe en la traducció catalana publicada a Barcelona l'any 1925 dins la col·lecció Biblioteca Literària

Va néixer probablement a Fore Street, a la parròquia de St. Giles Cripplegate, Londres. La data i el lloc del seu naixement són incerts. El seu pare, James Foe, com a membre del gremi de carnissers conegut com l'Honorable Companyia de Carnissers (en anglès: The Worshipful Company of Butchers), es dedicava a l'ofici de cerer usant el sèu com a material per a la creació de les ceres. Daniel afegiria més tard l'aristocràtic "De" al seu nom i en certes ocasions afirmaria provenir de la família De Beau Faux. Els seus pares eren presbiterians dissidents, considerats així perquè les seves creences religioses no coincidien totalment amb les de l'Església d'Anglaterra (establerta i mantinguda per l'Estat anglès). La seva mare Alice va morir quan ell tenia deu anys.
El 1667 va rebre els seus primers ensenyaments a Dorking, després a Stoke Newington Green, a l'Acadèmia per a dissidents dirigida per Charles Morton (que seria vicepresident de la Universitat Harvard). Després d'abandonar l'acadèmia i decidir que no volia ser ministre, Defoe va entrar al món dels negocis en general, comerciant amb articles tan dispars com la roba interior, articles comuns de llana o productes vinícoles. Tot i les seves ambicions i que compraria una finca al camp i una embarcació, rarament es trobava lliure de deutes, motiu pel qual va arribar a ser empresonat.
El 1684, Defoe es va casar amb la jove Mary Tuffley, rebent un dot de 3700 lliures esterlines. Amb els deutes recurrents, les dificultats del matrimoni van augmentar. Van tenir vuit fills, dels quals sis van sobreviure.
El 1685 Defoe va donar suport a la rebel·lió del duc de Monmouth. Aquesta vegada va poder escapar a la condemna gràcies a un indult aconseguit amb l'ajuda del magistrat George Jeffreys.
Una vegada que va ser posat en llibertat, va viatjar probablement a Europa i Escòcia, i és molt possible que fos durant aquest període quan comerciés amb vi amb les ciutats de Cadis, Porto i Lisboa.
El 1688 dona suport a Guillem d'Orange en la Revolució Gloriosa.
Al voltant de 1695 va tornar a Anglaterra, usant el nom "Defoe", i actuant com a "comissari d'impostos del vidre", responsable de cobrar els que gravaven les ampolles. El 1696 dirigia una empresa de teules i maons a Tilbury, Essex.

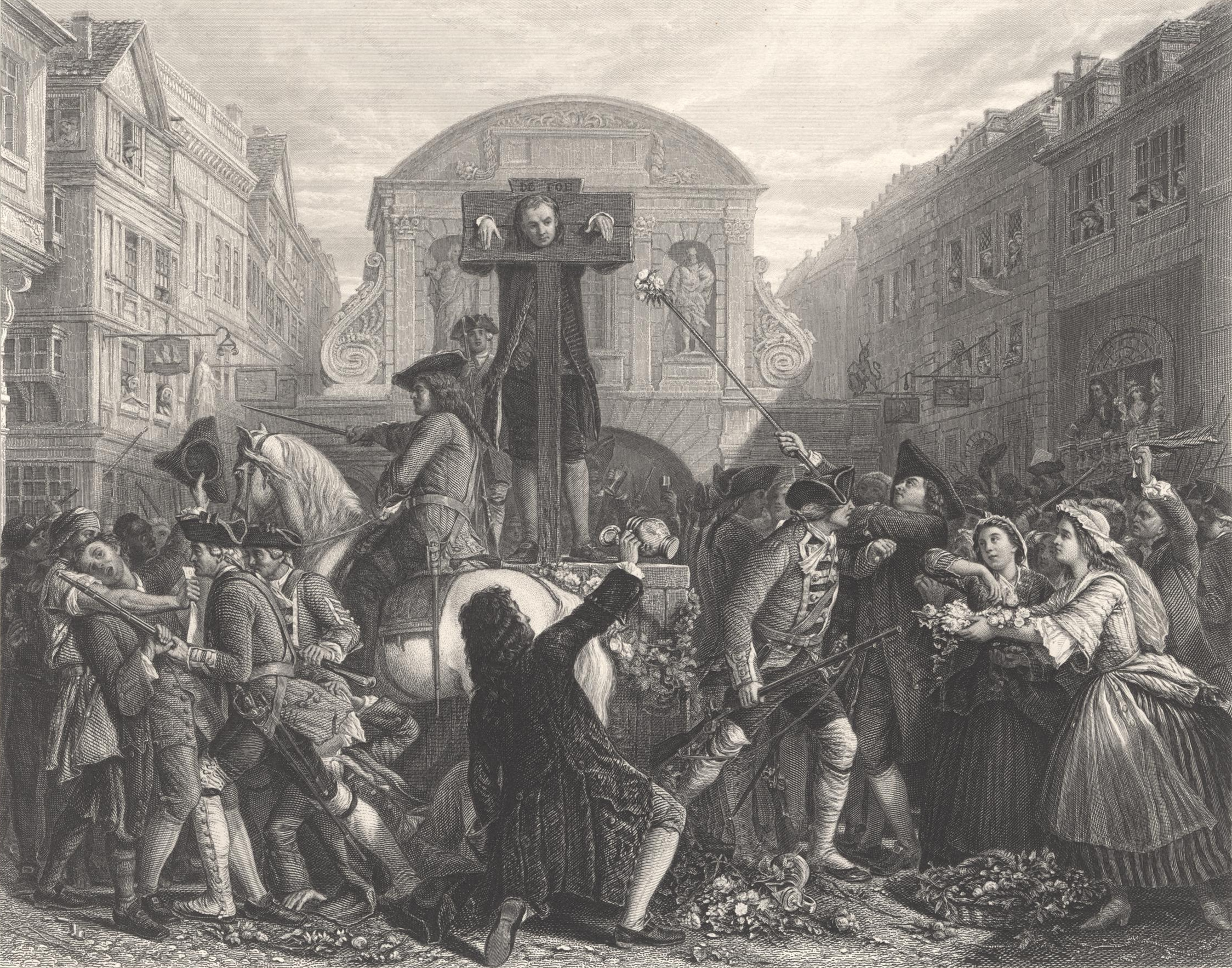
Daniel Defoe a la picota per a escarni públic. Gravat de James Charles Armytage, basat en una obra d'Eyre Crowe, 1862

Les activitats polítiques de Defoe juntament amb el seu activisme pamfletista van comportar el seu arrest i l'exposició a la picota el 31 de juliol de 1703, degut principalment a un pamflet titulat El camí més curt amb els dissidents (The Shortest Way with Dissenters). En aquest pamflet parodiava els tories de l'Església, aparentant l'argumentació sobre l'extermini dels “dissidents”. La publicació del seu poema Himne a la picota (Hymn to the Pillory) va provocar, però, que el públic congregat al voltant de la mateixa picota li llancés flors, en lloc d'objectes nocius, i que begués a la seva salut.
Després de tres dies a la picota, Defoe va ser empresonat a la presó de Newgate, el que li va servir per descriure-la en detall a la seva novel·la The Fortunes and Misfortunes of the Famous Moll Flanders, coneguda simplement com Moll Flanders. Robert Harley, I Comte d'Oxford i Compte Mortimer, va facilitar la seva sortida a canvi de la cooperació de Defoe com a espia: el setembre de 1706 el va enviar a Edimburg com a agent secret, cosa que es coneix detalladament gràcies a la publicació de Cartes de Daniel Defoe (Oxford: GH Healy, 1955). També per ajudar el ministre Harley va fundar la periòdica Revista sobre els assumptes de França (A Review of the Affairs of France) el 1704, publicada sense interrupcions fins al 1713. Quan Harley va ser destituït en 1708, Defoe va continuar escrivint per recolzar a Godolphin i després va tornar a treballar per a Harley i els tories durant el seu període de govern entre 1710 i 1714. Després de la mort de la reina Anna, els tories van caure del poder i Defoe va continuar fent treballs per al servei d'intel·ligència del govern dels Whig.
Abans del seu treball novel·lístic, Defoe va escriure The Family Instructor (1715), un manual de conducta sobre deures religiosos; Minutes of the Negotiations of Monsr. Mesnager (1717), on s'identifica com Nicolas Mesnager, i Continuation of the Letters Writ by Turkish Spy (1718), una sàtira sobre la cultura europea.
La famosa novel·la de Defoe titulada Robinson Crusoe, escrita el 1719, explica el naufragi d'un home en una illa deserta i les aventures que hi va viure. L'autor probablement va basar la seva novel·la en la història real del naufragi del mariner escocès Alexander Selkirk i del mariner espanyol Pedro Serrano.
La següent novel·la de Defoe va ser Les aventures del capità Singleton, escrita en 1720, que retrata el poder redemptor de l'amor d'un home per un altre. Hans Turley ha mostrat recentment com l'amor de Quaker William pel capità Singleton va separar aquest d'una vida criminal i de pirateria, i de l'existència d'un vot solemne per viure feliçment més tard a Londres com a parella sentimental, disfressats de grecs, sense parlar anglès en públic i amb Singleton casat amb la germana de William per guardar les aparences.
Una obra tardana, que sovint es llegeix com si fos no ficció, és el seu relat de la Gran Plaga de Londres de 1665: Diari de l'any de la pesta (A Journal of the Plague Year), una complexa novel·la històrica publicada el 1722.
També va escriure Gràcie i desgràcies de la famosa Moll Flanders (el 1722, una novel·la picaresca narrada en primera persona que tracta sobre la caiguda i la final redempció d'una dona solitària al segle xvii a Anglaterra. Apareix com una fúrcia, bígama, lladre que viu al districte anglès conegut com The Mint, denominació donada pel rei Enric VIII pel fet que la seva casa de la moneda (mint en anglès) estava ubicada allà, que comet adulteri i incest, encara que tendeix a guanyar-se la simpatia del lector. Aquesta obra compleix les característiques pròpies del gènere picaresc: narració en episodis, evolució del personatge en funció dels fets que li succeeixen, el canvi de classe social de la protagonista, la simulació i l'engany són la forma principal d'actuar de Moll. L'autor es fa passar com a editor, etc.
Moll Flanders, al costat de l'obra titulada Roxana o l'amant afortunada ('Roxana: The Fortunate Mistress), que va ser escrita el 1724, ofereix exemples importants de la manera com Defoe sembla fer els seus personatges ficticis (encara que possiblement portats de la vida real), sense limitar-los exclusivament a dones.
Un viatge per tota l'Illa de Gran Bretanya (A tour thro' the Whole Island of Great Britain) és una altra feina que conserva el seu valor. Produït entre 1724 i 1727, és un relat detallat de les seves visites a diverses ciutats i petites localitats i és una excel·lent descripció de Gran Bretanya abans de la Revolució industrial.
Quan el famós criminal Jonathan Wild va ser penjat, Defoe va escriure un relat per a l'Applebee's Journal al maig i després va publicar True and Genuine Account de la Life i Actions of the Late Jonathan Wild al juny de 1725.
Història política del diable (The Political History of the Devil, 1726) sembla una sàtira però els crítics pensen que Defoe realment pensava que el Diable participava en la història mundial. El seu punt de vista és el presbiterià del s. XVIII: culpa el Diable de les Croades i el veu proper als poders de l'Europa catòlica.
Daniel Defoe va morir el 1731, probablement mentre vivia en la clandestinitat, fugint dels seus creditors. Es barregen com a dates de la mort de Defoe el 24 i el 25 d'abril d'aquell any, rebent sepultura a Bunhill Fields, Londres.

## Relació amb Catalunya
En la seva activitat periodística, Defoe va donar suport a Guillem d'Orange, i durant la contesa espanyola, essent agent del Govern, va observar les respostes dels escocesos a la proposta d'unió d'Anglaterra i Escòcia. Abans d'escriure les novel·les més conegudes va publicar escrits i pamflets sobre diverses temàtiques, com la crisi dinàstica espanyola per a influir en l'opinió pública britànica. Entre aquests escrits va tractar el "cas dels catalans", que va condicionar les negociacions de pau hispanobritàniques d'Utrecht en la fase final de la Guerra de Successió Espanyola, i va centrar l'atenció de l'opinió pública internacional sobre el Principat. En aquest context se situen les "Memòries de guerra del capità George Carleton", que comprenen des de la guerra d'Holanda (1672) fins a la Pau d'Utrecht (1713). En la primera part hi predomina el caràcter militar i s'hi explica la contesa successòria, i des que el capità Carleton cau presoner el relat es converteix en la descripció d'un viatger observador de la realitat i els costums dels castellans, les seves tradicions i creences. De tots els llocs que esmenta, el monestir de Montserrat és l'indret al qual dedica més pàgines. També hi fa un balanç crític de la intervenció d'Anglaterra en la Guerra de Successió, on es presta una atenció especial al desenvolupament de la guerra a Catalunya, al difícil assalt a la fortalesa de Montjuïc o l'entrada de Carles III el 1705 després del compromís adquirit a Viena de conservar furs i privilegis dels dominis d'Espanya. L'obra de Defoe suposa una aportació molt valuosa indicativa de com l'abandó de Catalunya es va mantenir en la memòria dels europeus.

## Obres

### Principals
Després de passar gran part de la seva vida com a periodista, creant quantitats ingents de material, en favor tant dels whig, com dels tories, en tres anys publicà les tres obres literàries que l'han fet cèlebre, tot i que en va escriure més de 500.
- Les aventures de Robinson Crusoe (1719), considerada la primera novel·la anglesa.
- Gràcies i desgràcies de la famosa Moll Flanders (1722), novel·la picaresca.
- Diari de l'any de la pesta (en anglès A journal of the plague year of 1665) (1722), que narra l'epidèmia de pesta que hi va haver a Londres aquell any.[16] És considerat un dels primers reportatges periodístics de la història.

### Altres obres
- La vida del Capità Singleton
- Colonel Jack
- Roxana
- Memoirs of a Cavalier
- The Complete English Tradesman
- Augusta Triumphans: Or, The Way to Make London the Most Flourishing City in the Universe.[17]
- Història del Diable. Traducció d'Elisenda Galobardes i Tuneu. Martorell: Adesiara editorial, 2007.